# Univision
Univision ist ein Medienunternehmen aus den Vereinigten Staaten mit Firmensitz in Los Angeles, Kalifornien. Univision ist ein spanischsprachiger Fernsehsender. Hauptproduktionsstandorte befinden sich in Miami, Florida. Im Gegensatz zum Hauptkonkurrenten Telemundo bietet Univision keine englischen Untertitel zu seinen Sendungen an.
Im Juni 2006 wurde Univision von einem Konsortium aus Saban Capital Group, Madison Dearborn Partners, Providence Equity Partners, Texas Pacific Group und Thomas H. Lee Partners erworben.

## Firmengeschichte

Historisches Logo

Univision wurde 1955 gegründet, als der Fernsehsender KCOR-TV, später KWEX-TV, für ein spanischsprachiges Publikum in San Antonio, Texas, produzierte. Die Station war Teil des Spanish International Network (SIN) (Univision's Vorgänger). SIN gehörte zum mexikanischen Medienunternehmen Telesistema Mexicano (Mexikos größter privater Fernsehsender und der Vorgänger von Televisa).

## Sendungen auf Univisión (2006)
- Noticiero Univision (Univisión-Nachrichten)
- Cristina (Talkshow mit Gastgeberin Cristina Saralegui)
- Don Franciscos Sábado Gigante (Riesensamstag)
- Despierta América (Morgensendung)
- El Gordo y La Flaca (Der dicke Mann und das dünne Mädchen) (Show)
- Primer Impacto (Erster Einschlag, Nachrichtenmagazin)
- República Deportiva (Sportrepublik, mit Fernando Fiore)

## Jährliche Fernsehauszeichnungen
- Premios Furia Musical (Musical Fury Awards) (Country Musik Preis-Stil)
- Premio Lo Nuestro (Our Awards) (Grammys-Stil)
- Latin Grammy
- Premios Juventud (Youth Awards) (Teen Choice Preis-Stil)
- Premios TV y Novelas (TV and Novelas Awards) (Emmy's-Stil)

Univision zeigt auch live Fußball-Wettbewerbe wie die Fußball-Weltmeisterschaft.

## Univisions meistgesehene Fernsehsendungen
| Rang | Titel der Sendung   | Anzahl der Fernsehhaushalte | Sendejahr |
| ---- | ------------------- | --------------------------- | --------- |
| 1    | Selena ¡VIVE!       | 35,90 Mio.                  | 2005      |
| 2    | Rubí                | 33,7 Mio.                   | 2005      |
| 3    | El Derecho de Nacer | 31,6                        | 2002      |
| 4    | Amor Real           | 30,9 Mio.                   | 2006      |
| 5    | Rosalinda           | 30,05 Mio.                  | 2000      |
| 6    | Niña Amada Mia      | 29,7 Mio.                   | 2003      |
| 7    | La Madrastra        | 29 Mio.                     | 2005      |

## Weitere zu Univision gehörende Unternehmen
- Galavisión Kabeltelefonsender
- TeleFutura Fernsehsender